# TCDD HT65000
TCDD HT65000 — серія пасажирських електропоїздів, використовуваних державною компанією TCDD Taşımacılık. Всього було побудовано 12 екземплярів, які були виготовлені в 2007-2010 році компанією CAF. Потяги цієї серії в основному використовується на високошвидкісних регіональних лініях залізниць Турецької Республіки. HT65000, створений на базі швидкісних електропоїздів іспанського виробництва RENFE Class 120 / 121. Поїзд складається з шести вагонів, має модульну конструкцію і може експлуатуватися не тільки в шестивагонних базовому варіанті, але і з причепленням додаткових двох вагонів. Крім того електропоїзд має можливість з'єднання з іншим поїздами цієї ж моделі, і може працювати у зв'язці сумарно з 12 вагонів і 2 електропоїздів.
Локомотиви мають потужність 6526 к.с і в змозі розвивати швидкість до 250 км/год. Вага локомотива становить 225 тонн при довжині 27 350 мм.

## Історія
Після початку будівництва мережі швидкісних залізниць на території Туреччини виникла необхідність в наявності відповідного поїзда. Тоді, в якості основного претендента була обрана модель HT65000 виробництва іспанської компанії CAF.
У 2005 році державною компанією Турецька залізниця було замовлено понад десять електровозів зазначеної моделі, а також комплект з 6 вагонів до кожного з них. Загальна вартість контракту склала близько 180 мільйонів євро.
У 2007 році в Туреччину був поставлений перший поїзд цієї серії. А вже 13 березня 2009 року відбулося урочисте прийняття поїздів у використання Турецької залізниці. У церемонії взяв участь особисто президент Турецької Республіки Абдулла Гюль, прем'єр-міністр Реджеп Ердоган, а також міністр транспорту та інфраструктури Біналі Йилдирим — подія ознаменувала собою відкриття високошвидкісної лінії залізничного транспорту Туреччині. 
Згодом було замовлено 2 додаткових комплекти з однаковими характеристиками, що в сумі склало дванадцять високошвидкісних поїздів моделі HT65000 і 72 вагони — по 6 для кожного з них.